# Neanderthal 1
51°13′38″ пн. ш. 6°56′40″ сх. д. / 51.22722222° пн. ш. 6.94444444° сх. д.
Neanderthal 1 (також Feldhofer 1, Neandertal 1, «Неандерталь 1») — прийняте в науковій літературі найменування  номенклатурного типу (Голотип) біологічного виду  Homo neanderthalensis. Викопні рештки були виявлені в середині серпня 1856 року в долині Неандерталь, частині долини річки Дюссель, в області Бергішенланд, за 13 км на схід від Дюссельдорфа, і в 1864 році були вперше описані в науковому журналі під назвою, під якою відомі досі. Ці рештки, однак, не були першими виявленими рештками даного виду: значення більш ранніх знахідок на момент їх виявлення не було визнано важливим, тому цим знахідкам не було присвоєно будь-яких окремих найменувань, які потім могли б дати назву виду.
Викопні рештки Neanderthal 1 з 1877 року є експонатом музею землі Рейнланд в Бонні. З 2000 року викопні рештки другого індивіда, виявлені в даному місці і визначені як рештки неандертальця, отримали найменування Neanderthal 2.

#### Ресурси Інтернету
- Архівна копія на сайті Wayback Machine. (Stand: 2012)
- Neues vom Neandertaler. [Архівовано 18 листопада 2018 у Wayback Machine.] Interview mit Jürgen Thissen und Ralf Schmitz, den Leitern der Nachgrabungen in den Jahren 1997 und 2000. Auf: geo.de vom November 2000